# Mateusz Kowalczyk
Mateusz Kowalczyk (ur. 3 maja 1987 w Chrzanowie) – polski tenisista, reprezentant Polski w Pucharze Davisa.

## Kariera tenisowa
Wielokrotnie w swojej karierze Kowalczyk wygrywał zawody o randze ATP Challenger Tour w grze podwójnej. W zawodach kategorii ATP World Tour wygrał 1 turniej, w 2014 roku z Artemem Sitakiem w Stuttgarcie. Ponadto awansował do 2 finałów wspólnie z Tomaszem Bednarkiem, w Belgradzie z 2010 roku, a także w Stuttgarcie z 2013 roku.
Debiut Polaka w turniejach Wielkiego Szlema miał miejsce podczas French Open 2010. Wspólnie z Bednarkiem przegrał jednak mecz 1. rundy z innym polskim deblem, Mariusz Fyrstenberg–Marcin Matkowski.
W grze pojedynczej najwyżej sklasyfikowany w rankingu był 12 października 2009 roku na 694. miejscu, zaś w deblu 9 września 2013 roku zajmował 77. pozycję.

### Finały w turniejach ATP World Tour
| Legenda                                      |
| -------------------------------------------- |
| Wielki Szlem                                 |
| Igrzyska olimpijskie                         |
| Tennis Masters Cup / ATP Finals              |
| ATP Masters Series / ATP Tour Masters 1000   |
| ATP International Series Gold / ATP Tour 500 |
| ATP International Series / ATP Tour 250      |

#### Gra podwójna (1–2)
| Końcowy wynik | Nr | Data          | Turniej   | Nawierzchnia | Partner         | Przeciwnicy                           | Wynik finału   |
| ------------- | -- | ------------- | --------- | ------------ | --------------- | ------------------------------------- | -------------- |
| Finalista     | 1. | 10 maja 2010  | Belgrad   | Ceglana      | Tomasz Bednarek | Santiago González Travis Rettenmaier  | 6:7(6), 1:6    |
| Finalista     | 2. | 14 lipca 2013 | Stuttgart | Ceglana      | Tomasz Bednarek | Facundo Bagnis Thomaz Bellucci        | 6:2, 4:6, 9–11 |
| Zwycięzca     | 1. | 13 lipca 2014 | Stuttgart | Ceglana      | Artem Sitak     | Guillermo García-López Philipp Oswald | 2:6, 6:1, 10–7 |